# Timon Koulmassis
Timon Koulmassis, auch: Koulmasis, griechisch: Τίμων Κουλμάσης (* 1961) ist ein deutsch-griechischer Regisseur und Schriftsteller.
Nach dem Studium der Geschichte und der Philosophie in Deutschland und Frankreich arbeitete Koulmassis seit 1983 als Regisseur und Drehbuchautor in Paris. Sein erster Film Wasteland wurde auf dem 1988 Festival in Cannes gezeigt und hatte 1987 schon den ersten Preis auf dem Festival of New Directors in Belfort erhalten. Es folgten 1991 Sappho’s dream und 1994 der mehrfach preisgekrönte Dokumentarfilm Ulrike Marie Meinhof, für den Klaus Rainer Röhl exklusiv Material zur Verfügung stellte. Zuletzt hat Timon Koulmassis die Lebensgeschichte seines Vaters Peter Coulmas während des 2. Weltkrieges in Athen in einer filmischen Dokumentation verarbeitet.
Auch sein nächster Dokumentarfilm, den er zusammen mit Iro Siaflakis drehte, Sinassos – a Topography of Memory (1996–1997) wurde mehrfach ausgezeichnet. Im Jahr 2000 drehte er das Video ANIS N., terrorist or rebel, im Jahr 2003, wiederum mit Iro Siaflakis, den Dokumentarfilm The Roads of  Rebetiko, 2004 den Film Before the Night.
Er drehte 2020 für das ZDF eine Dokumentation über die Filmhistorikerin Lotte Eisner: Ein Leben für den Film – Lotte Eisner.
Zusammen mit Danae Coulmas übersetzte Koulmassis Giorgios Seferis.